# Cheneya rovena
Cheneya rovena är en fjärilsart som beskrevs av William Schaus 1929. Cheneya rovena ingår i släktet Cheneya och familjen silkesspinnare. Inga underarter finns listade i Catalogue of Life.